# Tropfenastrilde
Die Tropfenastrilde (Hypargos) sind eine Gattung innerhalb der Familie der Prachtfinken. Zu der Gattung gehören zwei Arten, die beide in Afrika vorkommen.

## Beschreibung
Tropfenastrilde erreichen eine Körperlänge von zwölf bis dreizehn Zentimeter. Beide Arten haben auf der Körperoberseite ein bräunliches Gefieder, wobei der Rote Tropfenastrild eher olivbraun und der Perlastrild rötlich braun ist. Die Männchen der beiden Arten unterscheiden sich durch die Farbe von Zügel, Kopf, Halsseiten, Kehle, Kropfgegend und Oberbrust. Beim Roten Tropfenastrild sind diese karmesinrot, beim Perlastrild dagegen bräunlicher und blasser. Beide Arten haben an den Seiten sehr dicht zueinander stehende Tropfenflecken, die beim Perlastrild weißlich rosa und beim Roten Perlastrild weiß sind. Sie entstehen durch je einen Fleck auf jeder der beiden Fahnen einer Feder.
Für den Roten Tropfenastrild werden derzeit zwei Unterarten anerkannt, wobei derzeit diskutiert wird, diese Art wie den Perlastrild als monotypisch anzuerkennen.

## Verbreitung und Lebensweise
Beide Arten sind in Ostafrika beheimatet. Der Rote Tropfenastrild hat das deutlich größere Verbreitungsgebiet und kommt vom Süden Somalias über Kenia und Tansania bis in den Süden von Mosambik und Ruanda sowie dem Osten von Angola vor. Das Verbreitungsgebiet des Perlastrild schließt sich an den Roten Tropfenastrild an. Die beiden Arten nutzen dabei auch etwas unterschiedliche Lebensräume. Der Perlastrild fehlt beispielsweise in den dichter bewaldeten Küstengebieten von Mosambik, wo der Rote Tropfenastrild vorkommt. Beide Arten kommen in dichtem Unterholz oder Gebüsch vor, wobei der Perlastrild trockenere Lebensräume als der Rote Tropfenastrild bevorzugt.

## Haltung
Der Perlastrild kommt nur sehr sporadisch in den europäischen Vogelhandel. Der Tropfenastrild, der 1902 von Carl Hagenbeck erstmals nach Deutschland importiert wurde, zählt seit den 1950er Jahren zu den regelmäßig gehandelten Ziervogelarten. Sie werden wegen der Schönheit ihres Gefieders und ihrem zutraulichen und zahmen Wesen verhältnismäßig häufig gehalten.

## Arten
Die folgenden zwei Arten werden zu den Tropfenastrilden gezählt:
- Perlastrild (Hypargos margaritatus)
- Roter Tropfenastrild (Hypargos niveaguttatus)

## Belege

### Einzelbelege
1. ↑   Nicolai et al., S. 131
2. ↑   Nicolai et al., S. 128
3. ↑   Nicolai et al., S. 133